# Алгой
Алгой (на немски: Allgäu), или Алгойски Алпи, е планински регион в Германия (Баварска Швабия и Баден-Вюртемберг‎) и Австрия.
Почти половината от Алгойските Алпи се намират на австрийска територия. Прочутият баварски замък Нойшванщайн се намира в източната част на региона.